# ホンダ・ブリオアメイズ
ブリオ アメイズ（BRIO AMAZE）は、本田技研工業がアジア新興国向けに生産・販売していた、4ドアセダン型の小型乗用車である。

## 概要
タイおよびインドなどに向けて開発された5ドアハッチバックのブリオに対し4ドアセダンにした車両で、リヤオーバーハングを延長し400リットルのトランクスペースが確保された。2012年11月23日にタイ市場にて発売し、価格は45万4,000バーツ（約122万円）から。
エンジンは、ブリオと同じL12B型1.2L i-VTECが搭載され、サスペンションにはより快適さを求めたセッティングが施されている。
2013年4月にはインドにてホンダ・アメイズとして販売を開始した。グレーター・ノイダでの現地生産では、現地調達率は90 %を超える。ガソリンエンジンに加えN15A型1.5 L i-DTECディーゼルエンジンを用意。このエンジンは既存の1.6 L i-DTECエンジンをベースに物品税が安くなる1.5 Lかつ全長4.0メートル以下にダウンサイズしたものである。トランスミッションは5速MTと5速ATが用意されている。
2018年末までに生産終了、並びに販売終了となった。